# László Cseh
László Cseh (Budapest, 3 dicembre 1985) è un ex nuotatore ungherese.
Ampiamente considerato uno dei migliori nuotatori in ambito europeo, ha vinto 23 medaglie ai Campionati europei di nuoto e 25 agli Europei in vasca corta, di cui 33 d'oro. Campione mondiale sui 400m misti nel 2005 e sui 200 farfalla nel 2015. Nel 2014 è risultato essere il miglior nuotatore a livello europeo nel medagliere individuale con 12 ori, davanti al russo Aleksandr Popov (10) e l'olandese Pieter van den Hoogenband (8).
Vincitore per due volte del titolo di nuotatore europeo dell'anno, nel 2005 e nel 2006, nel 2013 detiene un totale di 11 record nazionali, di cui 9 individuali.

## Carriera
Nel 2002, a 17 anni d'età, partecipa ai Europei in vasca corta, dove nei 400m misti vince la medaglia di bronzo con 4'08"96, dietro all'italiano Alessio Boggiatto (4'07"44) e al danese Jacob Carstensen (4'08"80).
Ai Giochi olimpici di Atene 2004 vince il bronzo nei 400m misti, dietro a Michael Phelps e Erik Vendt, prendendo poi parte anche alla finale dei 200m misti, giungendo quarto, dietro Phelps, Ryan Lochte e per soli 4 centesimi da George Bovell. Nel 2005, a Montréal, ottiene il titolo mondiale nei 400m misti, anche grazie anche della mancata presenza in gara di Phelps. In quella gara precede l'italiano Luca Marin e il tunisino Oussama Mellouli. Sempre agli stessi mondiali canadesi, vince, sia la medaglia di argento nei 200m misti battuto ancora dall'americano, che il bronzo nei 100 m dorso.
Nel 2006 agli Europei di nuoto vince due medaglie d'oro nei 200m e 400m misti, rispettivamente con 1'58"17 e 4'09"86, e una d'argento nei 200m dorso dietro ad Arkadij Vjatčanin. A Melbourne, nel 2007, durante i Mondiali di nuoto, non riconferma il titolo mondiale vinto due anni prima giungendo quinto, preceduto da Phelps, Lochte, Marin e Mellouli; ottiene però una medaglia di bronzo nei 200m misti sempre dietro a Phelps e Lochte rispettivamente primo e secondo.
Nel 2008, alle olimpiadi di Pechino, giunge secondo in tre gare: 200m e 400m misti e 200m farfalla, preceduto sempre da Phelps  che in quell'edizione dei Giochi vince otto medaglie d'oro nella stessa Olimpiade. A Roma nel 2009 per i Mondiali, vince due medaglie: una d'argento nei 200m misti dietro a Ryan Lochte, che ottiene il record del mondo con 1'54"10 e una di bronzo nei 400m misti, sempre dietro a Lochte e a Tyler Clary vincitore dell'argento.
Agli Europei di Budapest 2010, vince due medaglie d'oro nei 200m e 400m misti, ottenendo anche il record dei campionati europei nei 200m superando solo nell'ultima frazione a stile libero l'austriaco Markus Rogan. Nel 2011 ai Mondiali di Shanghai ottiene un solo bronzo nei 200m misti dietro a Lochte e Phelps, rispettivamente primo e secondo; in quella gara Lochte è anche il primo uomo a battere un record del mondo in vasca lunga, senza il super costume, abolito dalla fina dopo i mondiali di Roma, dove erano stati battuti 43 record mondiali, proprio grazie a questi costumi che facilitavano molto lo scivolamento degli atleti.
Ai Giochi olimpici di Londra 2012, è fuori dalla finale dei 400m misti giungendo nono per soli sette centesimi da Phelps che si aggiudica l'ultimo posto in finale; riesce a rifarsi nei 200m misti, con un terzo posto, sempre dietro a Phelps e a Lochte.
Nel 2015 cambia allenatore, tornando con il suo vecchio coach degli anni '90 Plagany Zsolt.

## Palmarès
- Olimpiadi

Atene 2004: bronzo nei 400m misti.
Pechino 2008: argento nei 200m farfalla, nei 200m misti e nei 400m misti.
Londra 2012: bronzo nei 200m misti.
Rio de Janeiro 2016: argento nei 100m farfalla.
- Mondiali

Barcellona 2003: argento nei 400m misti.
Montreal 2005: oro nei 400m misti, argento nei 200m misti e bronzo nei 100m dorso.
Melbourne 2007: bronzo nei 200m misti.
Roma 2009: argento nei 200m misti e bronzo nei 400m misti.
Shanghai 2011: bronzo nei 200m misti.
Barcellona 2013: argento nei 100m farfalla.
Kazan 2015: oro nei 200m farfalla, argento nei 100m farfalla e bronzo nei 50m farfalla.
Budapest 2017: argento nei 200m farfalla.
- Mondiali in vasca corta

Dubai 2010: bronzo nei 200m farfalla.
Istanbul 2012: argento nei 200m farfalla e nei 400m misti e bronzo nei 200m misti.
- Europei

Madrid 2004: oro nei 100m dorso e nei 400m misti e bronzo nella 4x100m misti.
Budapest 2006: oro nei 200m misti e nei 400m misti e argento nei 200m dorso.
Eindhoven 2008: oro nei 200m misti e nei 400m misti.
Budapest 2010: oro nei 200m misti e nei 400m misti.
Debrecen 2012: oro nei 200m farfalla, nei 200m misti e nei 400m misti, argento nei 100m farfalla, bronzo nella 4x200m sl e nella 4x100m misti.
Berlino 2014: oro nei 200m misti, argento nei 100m farfalla e bronzo nella 4x100m misti.
Londra 2016: oro nei 100m farfalla e nei 200m farfalla, argento nei 50m farfalla e bronzo nella 4x100m misti.
- Europei in vasca corta

Riesa 2002: bronzo nei 400m misti.
Dublino 2003: oro nei 400m misti.
Vienna 2004: oro nei 400m misti, argento nei 200m misti e bronzo nei 100m dorso.
Trieste 2005: oro nei 100m dorso, nei 200m misti e nei 400m misti.
Helsinki 2006: oro nei 200m misti, argento nei 200m farfalla e nei 400m misti.
Debrecen 2007: oro nei 200m farfalla, nei 200m misti e nei 400m misti.
Istanbul 2009: oro nei 400m misti.
Stettino 2011: oro nei 200m farfalla, nei 200m misti e nei 400m misti e bronzo nei 200m sl.
Chartres 2012: oro nei 200m farfalla, nei 200m misti e nei 400m misti.
Netanya 2015: oro nei 100m farfalla, nei 200m farfalla e nei 200m misti
- Universiadi

Shenzen 2011: oro nei 200m farfalla, nei 200m misti e nei 400m misti.
- Europei giovanili

Linz 2002: argento nei 400m misti e bronzo nella 4x100m misti.
Glasgow 2003: oro nei 100m dorso, nei 200m dorso, nei 400m misti e nella 4x100m misti e bronzo nei 200m sl.

## Riconoscimenti
- European Swimmer of the Year: 2005, 2006
- LEN Award: 2015